# Zlatá helma Sencor
Zlatá helma Sencor je ocenění pro hokejistu české hokejové extraligy, který byl podle hlasování fanoušků aktérem nejkrásnější hokejové akce nebo v případě brankářů nejkrásnějšího zákroku. Toto ocenění sponzoruje a uděluje Sencor a BPA sport marketing. Trofej je udělována od sezóny 1999/00.

## Držitelé
| Sezóna    | Hráč            | Tým                                     |
| --------- | --------------- | --------------------------------------- |
| 1999/2000 | Dušan Salfický  | HC Keramika Plzeň                       |
| 2000/2001 | Roman Málek     | HC Slavia Praha                         |
| 2001/2002 | Michal Mařík    | HC České Budějovice HC Continental Zlín |
| 2002/2003 | Ladislav Lubina | HC ČSOB Pojišťovna Pardubice            |
| 2003/2004 | Petr Leška      | HC Hamé Zlín                            |
| 2004/2005 | Ján Lašák       | HC Moeller Pardubice                    |
| 2005/2006 | Petr Vampola    | Bílí Tygři Liberec                      |
| 2006/2007 | Lukáš Pech      | HC Energie Karlovy Vary                 |
| 2007/2008 | Tomáš Horna     | HC GEUS OKNA Kladno                     |
| 2008/2009 | Jiří Trvaj      | HC Znojemští Orli                       |
| 2009/2010 | Sasu Hovi       | HC Kometa Brno                          |
| 2010/2011 | Viktor Ujčík    | HC Vítkovice Steel                      |
| 2011/2012 | Jiří Burger     | HC Vítkovice Steel                      |
| 2012/2013 | Jaromír Jágr    | Rytíři Kladno                           |
| 2013/2014 | Petr Zámorský   | PSG Zlín                                |
| 2014/2015 | Marek Čiliak    | HC Kometa Brno                          |
| 2015/2016 | Marek Čiliak    | HC Kometa Brno                          |
| 2016/2017 | Marek Kvapil    | HC Kometa Brno                          |
| 2017/2018 | Martin Nečas    | HC Kometa Brno                          |
| 2018/2019 | Peter Mueller   | HC Kometa Brno                          |
| 2019/2020 | Petr Holík      | HC Kometa Brno                          |
| 2020/2021 | Jaroslav Vlach  | Bílí Tygři Liberec                      |
| 2021/2022 | Michal Řepík    | HC Sparta Praha                         |
| 2022/2023 | Dominik Furch   | HC Kometa Brno                          |
| 2023/2024 |                 |                                         |
| 2024/2025 | Jakub Kovář     | HC Sparta Praha                         |

## Související článek
- Sencor